# Stephanie Brown (DC Comics)
Stephanie Brown is een personage en imaginaire superheldin uit de strips van DC Comics, vaak geassocieerd met Batman. Ze werd bedacht door Chuck Dixon en Tom Lyle. Haar eerste verschijning is in Detective Comics #647 vol. 1, uit augustus 1992.
Stephanie is de dochter van de crimineel Cluemaster, en nam om zijn misdaden te stoppen de identiteit Spoiler aan. Later werd ze voor een korte periode de vierde Robin. In 2009 kreeg ze haar eigen serie, waarin ze schitterde als de vierde Batgirl. Ze is het enige karakter in het mainstream DC-universum dat zowel Robin als Batgirl is geweest.

## Biografie

### Spoiler
Stephanie Brown is de dochter van Arthur Brown, een van Gothams derderangs criminelen die zichzelf de Cluemaster noemt. Het grootste deel van haar kindertijd zat Stephanies vader in de gevangenis of was niet in de buurt van het gezin. Hij trekt weer bij Stephanie en haar moeder in nadat hij beweert dat hij gereclasseerd is, maar zonder dat zijn familie het weet was hij al teruggekeerd naar zijn misdadige praktijken, deze keer zonder aanwijzingen achter te laten. Als Stephanie hierachter komt, wordt ze woedend en besluit dat er iets aan gedaan moet worden.
Ze naait een paars kostuum, en noemt zichzelf de "Spoiler", vanwege haar pogingen om de plannen van haar vader te bederven (=to spoil), en laat aanwijzingen achter voor Batman zodat hij haar vader kan stoppen. Robin (Tim Drake) achterhaalt wie ze werkelijk is, en na een paar confrontaties helpen de twee tieners om Cluemaster op te pakken. Eerst wil Stephanie haar vader vermoorden, maar Batman haalt haar over om hem gearresteerd te laten worden.
Cluemaster ontsnapt nog een paar keer uit de gevangenis, en elke keer doet Stephanie pogingen om hem te stoppen. Uiteindelijk besluit ze dat ze het te leuk vindt om een superheld te zijn om de mantel achter te laten, en begint regelmatig andere misdaden te stoppen in Gotham. Hierdoor komt ze in contact met Robin, voor wie ze gevoelens begint te ontwikkelen. Tim, die op dat moment in een relatie was met een meisje van zijn school, zag haar eerst als een last, maar later vindt hij het steeds fijner om bij haar te zijn. Als zijn relatie stukloopt, krijgen de twee iets, hoewel Tim zijn echte identiteit niet mag en wil vertellen. Steph heeft hier in het begin geen problemen mee.
Maar al snel beginnen twijfels toe te slaan, en Stephanie denkt dat Robin vreemdgaat met een meisje van zijn school, Star. Hun relatie loopt stuk, en Tim gaat naar Tibet op een geheime missie. In zijn afwezigheid, ontdekt Steph dat ze hem toch te erg mist en dat ze nog steeds met hem samen wil zijn. Batman benadert haar, met het aanbod om haar te trainen. Hij vertelt haar Robins echte naam, wat leidt tussen een breuk tussen de Dark Knight en Boy Wonder. Stephanie begint te trainen met Batman, Batgirl (Cassandra Cain), die al snel haar beste vriendin wordt, en ook voor een korte tijd met de Birds of Prey.
Steph en Tim verzoenen, en ze gaat regelmatig met hem op dates. Zelfs nadat Batman haar vertelt dat hij niet meer wil dat ze dit vigilante werk doet, en tegen Oracle zegt dat ze het meisje niet meer mag mentoren, blijft ze stiekem patrouilleren door de straten van Gotham.

### Robin
Tims vader, Jack Drake, ontdekt dat zijn zoon Robin is, en verbiedt hem om ooit nog het kostuum te dragen. Stephanie naait haar eigen Robin kostuum, en glipt de Batcave binnen en eist dat Batman haar traint en zijn nieuwe Robin maakt. Batman accepteert, geeft haar enkele maanden een zeer intensieve training een laat een nieuw kostuum voor haar maken dat ongeveer hetzelfde design heeft als dat van Tim. Als Robin patrouilleert ze met Batman, maar hij vindt dat ze te onbekwaam is om een aanvaardbare vervanging voor Tim te zijn. Als Stephanie een bevel negeert door zich te mengen in een gevecht, ontslaat Batman haar.

### Schijnbare dood
Om haarzelf te bewijzen, steelt Stephanie een van Batmans noodplannen om af te rekenen met de misdaad in Gotham. Ze laat een bijeenkomst regelen tussen alle bendebazen. Maar voor het plan is de betrokkenheid van "Matches Malone" nodig, een alter-ego van Batman waarmee hij regelmatig de criminele onderwereld infiltreert. Malone verschijnt niet, en Stephanie verliest controle. Een grootschalige bendeoorlog is het gevolg. Steph wordt gevangen genomen door Black Mask, die haar martelt om informatie over Batman te verkrijgen en hoe hij deze situatie zelf kan beheersen. Hoewel ze ontsnapt en naar Leslie Thompkins' ziekenhuis weet te komen, is ze ernstig gewond, en ze sterft in het ziekenhuisbed met Batman naast haar.
Later vindt Batman bewijs dat de vitale medische behandeling die Stephanies leven had kunnen redden, ontzegt was door dokter Thompkins. Als Batman de dokter confronteert, beweert ze dat ze de behandeling opzettelijk weigerde te geven om een waarschuwing te sturen naar de jeugd van Gotham die van plan was Stephanies voorbeeld te volgen. Thompkins vlucht naar Afrika, bang voor Batman en geschokt door haar eigen acties.

### Terugkomst
Als Robin achter een vrouwelijke dief genaamd Violet aanzit, wordt hij gevolgd door een persoon die het Spoiler kostuum draagt en zich ook zo noemt. Deze Spoiler probeert Robin te waarschuwen dat Violet hem in een hinderlaag wil laten lopen. Tim gelooft dat het een onbekende in het pak is die hij niet kan vertrouwen, en loopt regelrecht in Violets trap.
Nadat hij is ontsnapt uit de hinderlaag, sporen Batman en Robin de vrouw op en dwingen haar om te stoppen met Stephanie imiteren. Ze doet haar masker af, en onthult dat ze de echte Stephanie is. Leslie Thompkins had haar dood in scène gezet door Stephs lichaam te verwisselen met dat van een meisje met een gelijk lichaamstype, dat gestorven was aan een overdosis. Dit werd gedaan vanwege het feit dat Stephs identiteit nu bekend was onder enkele criminelen. Nu konden schurken haar niet gebruiken tegen Batman zoals Black Mask had gedaan. Ze leefde in Afrika met Leslie onder een alias, en deed vrijwilligerswerk. Maar door een lokale heksenjagende stam wordt ze gedwongen terug te keren naar het misdaad bevechten, en niet veel later keerde ze terug naar Gotham. Stephanie herenigt met haar moeder, gaat naar dezelfde school als Tim with her mother, en sluit zich opnieuw aan bij de Bat-Family.

### Batgirl
Na de schijnbare dood van Batman in Final Crisis, krijgt Stephanie het Batgirl kostuum van haar beste vriendin Cassandra. Ze opereert als de nieuwe Batgirl in Cass' outfit, totdat ze geconfronteerd wordt door Barbara Gordon, die op de hoogte gesteld werd van haar activiteiten door Dick Grayson, de eerste Robin en de nieuwe Batman. Barbara probeerde Stephanie te laten stoppen met het vigilante zijn, omdat ze het meisje nog steeds zag als onstuimig en roekeloos. Maar als een gevaarlijke nieuwe drug op de markt komt, moeten Oracle en Stephanie samenwerken om de makers ervan, de Scarecrow en de tweede Black Mask, te stoppen. Stephanie bewijst dat ze de volwassenheid en de verantwoordelijk heeft om haar angsten en gebreken onder ogen te komen. Barbara is onder de indruk en besluit op te treden als een mentor, en ontwerpt een nieuwe outfit voor haar, waarin elementen van het Spoiler pak en voorgaande Batgirl kostuums in zijn verwerkt.
Steph komt meerdere keren in conflict met het nieuwe Dynamische Duo, Batman (Dick Grayson) en Robin (Damian Wayne). Damian en Stephanie kunnen het in het begin zeer slecht met elkaar vinden, later sluiten ze vrede, en bekent Damian dat hij geïntrigeerd is door haar motivaties om een vigilante te zijn.
Tim Drake, die nu gaat onder de naam "Red Robin", keert terug van zijn reis rond de wereld om zijn mentor te vinden, met bewijs dat Batman inderdaad niet dood is, maar verloren in tijd. Tim had tijdens zijn zoektocht echter de League of Assassins geïnfiltreerd en van binnenuit uitgeschakeld, en nu wil de onsterfelijke terrorist Ra's al Ghul alles wat de Wayne familie heeft opgebouwd vernietigen als wraak. Tim gaat naar de Batcave om hulp te vragen aan Dick, maar komt in plaats daarvan Stephanie als Batgirl tegen. Na hun confrontatie werken de twee samen om de mogelijke doelwitten te beschermen. De League of Assassins zijn uiteindelijk verslagen nadat Tim Ra's al Ghuls plan strategisch dwarsboomt met Bruce Wayne's testament dat gemaakt was voor hij verdween.

### The New 52 en DC Rebirth
In The New 52 was Barbara Gordon opnieuw Batgirl. Stephanie had zelf geen rol gekregen in de grote herstart van het DC Universum, wat veel fans vreselijk vonden. Stephanie kreeg wel een klein rolletje in Futures End, als een lid van de League of Batgirls, maar dit was eenmalig en in een mogelijke toekomst. Om haar permanent terug te krijgen, werd er een beweging opgezet om wafels, pakken wafelmix en/of brieven te sturen naar DC, wensend dat hun favoriete heldin een rol zou krijgen.
Op 11 oktober 2013, maakte schrijver Scott Snyder bekend op New York Comic Con dat Brown zou verschijnen als Spoiler in de wekelijkse serie Batman Eternal. Haar eerste echte verschijning was in Batman #28, als een sneak peak voor de nieuwe serie; ze is vastgebonden door Selina Kyle, die beweert dat Brown de enige is die weet hoe ze de opkomende gebeurtenissen in Gotham kan stoppen.
In Batman Eternal #3 (juli 2014), is Stephanie Brown een paars geklede tiener die per ongeluk een vergadering tussen haar vader, de Cluemaster, en zijn criminele metgezellen overhoort. Ze slaagt erin hun moorddadige plan te stoppen, en in de loop van de serie werkt ze eraan om haar vaders plannen te verpesten door een vigilante te worden, en noemt zich de "Spoiler".
In DC Rebirth, heeft Stephanie in Detective Comics zich aangesloten bij het team geleid door Batman en Batwoman, samen met Red Robin, Orphan (Cassandra Cain) en Clayface. Na de dood van haar vriendje, Red Robin, raakt Stephanie in een depressie en trekt ze haar eigen doel en wereld en Batmans methodes in twijfel. Uiteindelijk dreigt ze de identiteiten van haar medehelden bekend te maken als ze hun superhelden werk niet opgeven. Ze wordt verslagen, en verlaat het team, verklarend dat ze niet zal rusten totdat Batman zijn mantel heeft opgehangen.

## Krachten en vaardigheden
Stephanie heeft net als de meeste leden van de Batman Family geen superkrachten. Ze is uitgebreid getraind door bekende vechters zoals Batgirl, Batman, en leden van de Birds of Prey in vechtsporten, acrobatiek, krachttraining, ondervraging, en detective vaardigheden. Ze draagt een riem, de "utility belt", die ook gedragen wordt door de andere Gotham vigilantes. In de vakjes van de riem zitten spoorapparaatjes, een grijphaak, en andere diverse dingen voor de misdaadbevechtende uitrusting.
Het door Barbara Gordon ontworpen Batgirl kostuum is uitgerust met kevlar en koolstofvezelversterkte polymeer om haar te beschermen tegen ballistische, vuur en elektrische aanvallen. Stephanies outfit draagt ook een draadloze relais in de kap, waardoor ze in contact staat met Barbara.  Stephanie vecht met een uitklapbare bo-staf, overeenkomstig met degene die Tim Drake gebruikt; het is geïmpliceerd dat ze door Cassandra Cain ermee heeft leren trainen toen ze de rol van Batgirl opnam.

## In andere media

### Animatie
- Stephanie maakte haar geanimeerde debuut in de serie Young Justice, waarbij haar stem werd gedaan door Mae Whitman. In de serie is ze een twaalfjarig meisje dat ontvoerd was door Tigress voor de experimenten van Reach (DC Comics). Het Team bevrijdde haar en de andere gevangenen.[9]
  - Het is bevestigd dat Stephanie in het derde seizoen van Young Justice een vaste rol zal krijgen als de Spoiler. Of haar stem opnieuw door Whitman zal worden gedaan is nog niet bekend.[10]

### Games
- Lego stukjes kunnen ontgrendeld worden om Spoiler te maken in de Character Creator van Lego Batman: The Videogame nadat alle mini-kits in de schurken hoofdstukken zijn verkregen.
- Spoiler verschijnt via DLC in Lego Batman 3: Beyond Gotham.